# Wolf Weil
Wolf Weil (geb. 19. November 1912 in Krakau; gest. 12. März 1988 in Hof) war nach 1945 erster und langjähriger Vorsitzender der Israelitischen Kultusgemeinde in Hof. Als „Schindlerjude“ überlebte er das KZ Plaszow.

## Leben

Infotafel zum Leben Weils

Wolf Weil war gelernter Kaufmann. Er entkam dem Holocaust dank des Engagements von Oskar Schindler.
Im Jahr 1945 ließ Weil sich in Hof nieder. Dort half er, zusammen mit dem jüdischen Hilfskomitee, mit Displaced Persons und mit anderen, im Durchgangslager Moschendorf. Er sorgte für die Bestattung von über 100 jüdischen Opfern von Todesmärschen, die im Raum Hof ums Leben gekommen waren und deren Leichen teils noch verstreut in den Wäldern lagen. Sie wurden in einem Sammelgrab auf dem jüdischen Friedhof von Hof bestattet; zur Erinnerung an sie wurde ein Denkmal errichtet.
Wolf Weil war der erste Vorsitzende der Israelitischen Kultusgemeinde in Hof, der er über 40 Jahre bis zu seinem Tod vorstand. Sein Nachfolger als Vorsitzender der Israelitischen Kultusgemeinde war Leon Gonczarowski. Weil war außerdem im Landesverband der Israelitischen Kultusgemeinden in Bayern und im Zentralrat der Juden in Deutschland aktiv.

## Familie
Wolf Weil war mit Alfreda Weil, geborene Bachner, verheiratet. Als 24-Jährige hatte sie die Befreiung von Auschwitz miterlebt. Aus ihrer Ehe gingen zwei Söhne hervor. Alfreda Weil starb am 24. Januar 2020 im Alter von 98 Jahren. Sie wurde am 27. Januar, dem Tag der Befreiung von Auschwitz, auf dem jüdischen Friedhof in Hof bestattet.

## Ehrungen

Der nach Weil benannte Straßenabschnitt (2022)

Dank einer Initiative der Kreisvereinigung der Vereinigung der Verfolgten des Naziregimes – Bund der Antifaschisten (VVN-BdA) Hof-Wunsiedel wurde im November 2020 ein Abschnitt der Hohen Straße in der Hohensaas nahe dem jüdischen Friedhof in Wolf-Weil-Straße umbenannt. Die offizielle Straßenwidmung durch die Oberbürgermeisterin der Stadt Hof, Eva Döhla, erfolgte im Juli 2021 in Anwesenheit des Vorsitzenden der Israelitischen Kultusgemeinde und von Mitgliedern der Familie von Wolf Weil.

## Auszeichnungen
- 1985: Bundesverdienstkreuz 1. Klasse
- Bayerischen Verdienstorden
- Goldene Bürgermedaille der Stadt Hof